# Neustadt am Kulm
Neustadt am Kulm é uma cidade da Alemanha localizado no distrito de Neustadt an der Waldnaab, região administrativa de Oberpfalz, estado da Baviera.
A cidade de Neustadt am Kulm é membro do Verwaltungsgemeinschaft de Eschenbach in der Oberpfalz.